# Brian Valerius
Brian Valerius (* 1974 in Bad Kreuznach) ist ein deutscher Rechtswissenschaftler und Hochschullehrer an der Universität Passau.

## Leben
Nach dem Abitur am Theodor-Heuss-Gymnasium in Nördlingen 1993 und dem Zivildienst nahm Valerius zum Wintersemester 1994/95 an der Universität Würzburg das Studium der Rechtswissenschaften auf. Dieses beendete er 1999 mit dem Ersten Juristischen  Staatsexamen und legte nach dem anschließenden Referendariat am Landgericht Würzburg 2002 auch sein Zweites Staatsexamen ab. Anschließend arbeitete er als wissenschaftlicher Mitarbeiter von Eric Hilgendorf an dessen Würzburger Lehrstuhl. Unter dessen Betreuung promovierte Valerius 2004 zum Dr. iur. 2009 vollendete er auch seine Habilitation, woraufhin ihm die juristische Fakultät der Universität Würzburg die Venia legendi für die Fächer Strafrecht, Strafprozessrecht, Europäisches und Internationales Strafrecht sowie Wirtschaftsstrafrecht verlieh.
Nach Lehrstuhlvertretungen an den Universitäten Frankfurt an der Oder, Frankfurt am Main und Köln zwischen 2009 und 2011 nahm Valerius im Juli 2011 einen Ruf der Universität Bayreuth an. Dort hatte er von November 2011 bis September 2022 den Lehrstuhl für Strafrecht und Strafprozessrecht inne. 2014 wurde die Denomination des Lehrstuhls auf „Lehrstuhl für Strafrecht, Strafprozessrecht und Medizinstrafrecht (Strafrecht II)“ geändert.
Zum Wintersemester 2022/23 wechselte Valerius an die Universität Passau und ist dort Inhaber des neugegründeten Lehrstuhls für Künstliche Intelligenz im Strafrecht.

## Werke (Auswahl)
Valerius’ Forschungsschwerpunkte liegen vor allem Strafprozessrecht und den rechtsethischen und rechtsphilosophischen Fragen des Strafrechts. Weitere Schwerpunkte bilden die Internetstrafbarkeit und das Strafrecht im internationalen und interkulturellen Kontext. Bekanntheit erlangte Valerius unter anderem auch durch seine Kommentierungen im Leipziger Kommentar, dem Münchener Kommentar zur Strafprozessordnung und den Beck´schen Onlinekommentaren zum StGB, OWiG und zur StPO. 
- Ermittlungen der Strafverfolgungsbehörden in den Kommunikationsdiensten des Internet. Hoheitliche Recherchen in einem grenzüberschreitenden Medium. Logos-Verlag, Berlin 2004, ISBN 978-3-8325-0634-6 (Dissertation).
- mit Susanne Beck: Fälle zum Wirtschaftsstrafrecht. C.H. Beck, München 2009, ISBN 978-3-406-58644-6.
- Kultur und Strafrecht. Die Berücksichtigung kultureller Wertvorstellungen in der deutschen Strafrechtsdogmatik. Duncker & Humblot, Berlin 2011, ISBN 978-3-428-13261-4 (Habilitationsschrift).
- mit Eric Hilgendorf: Computer- und Internetstrafrecht. 2. Auflage. Springer, Berlin u. a. 2012, ISBN 978-3-642-16884-0.
- mit Eric Hilgendorf: Strafrecht Allgemeiner Teil. 2. Auflage. C.H. Beck, München 2015, ISBN 978-3-406-68038-0.
- mit Eric Hilgendorf: Strafrecht Besonderer Teil II. C.H. Beck, München 2017, ISBN 978-3-406-70720-9.
- Einführung in den Gutachtenstil. 4. Auflage. Springer, Berlin u. a. 2017, ISBN 978-3-662-54056-5.